# سديم دمبل
سديم دمبل أو م27 (بالإنجليزية: Messier 27 أو M 27 أو  Dumbbell Nebula )‏ سديم السندان (أو NGC 6853 طبقا لـ الفهرس العام الجديد) هو سديم في كوكبة الثعلب ويبعد 1360 سنة ضوئية عن الأرض.

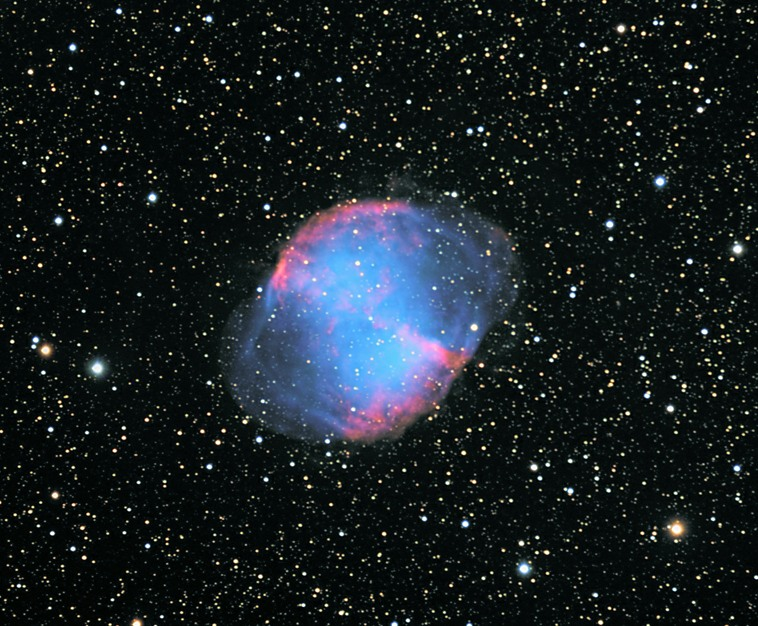
ميسييه 27

كان هذا السديم هو أول السدم التي اكتشفها شارل مسييه عام 1764. ويبلغ قدر لمعانه نحو 7.5 قدر ظاهري ويبلغ قطره 8 دقيقة قوسية. يمكن رؤية السديم م27 بواسطة نظارة مقربة، وهو يحوز على اهتمام هواة الرصد الفلكي.
نموذجًا للسدم الكوكبية ، يصدر النجم المركزي في الغالب إشعاعًا غير مرئي في نطاقات الأشعة فوق البنفسجية والأشعة السينية بسبب ارتفاع درجة حرارته ، ولكنه يؤين ذرات السديم بهذا الإشعاع عالي الطاقة ، مما يتسبب في توهجها. هذا السديم يكوّن بنية تبلغ سطوعها 100 مرة من الشمس [8] واتساع زاوي قدره 8.0 × 5.7 دقيقة قوسية ، ويمكن مشاهدتها باستخدام تلسكوبات أصغر ، تشبه الدمبل. إنه محاط بقشرة خارجية رقيقة قطرها 15 دقيقة قوسية.

## سبب التسمية و الخصائص
أسم الدمبل يأتي من عالم الفلك الإنجليزي جون هيرشل، الذي لاحظ السديم في عام 1828 وقارن شكله مع شكل الدمبل. للسديم شكل كروي منتفخ ويظهر على طول مستوى خط الاستواء عند رؤيته من الأرض، على غرار جسم مسييه آخر. يظهر أيضًا ميسييه 76 ، الملقب بسديم الدمبل الصغير ، من خط استوائه ولكنه خافت قليلاً. يقع M76 في كوكبة فرساوس .

ميسييه 27 هو ثاني ألمع سديم كوكبي في السماء، ويأتي في المرتبة الثانية بعد سديم اللولب في برج الدلو ، وربما يكون أسهل سديم يمكن ملاحظته لأنه يتمتع بسطوع سطحي أعلى من سديم اللولب وبالتالي يسهل العثور عليه. العمر المقدر لسديم الدمبل أقل من 14,600 عام. و يتوسع سديم الدمبل بمعدل يصل إلى 2.3 ثانية قوسية في كل قرن. يتوسع القسم المركزي اللامع بمعدل 6.8 ثانية قوسية لكل قرن، مما يعطي السديم عمرًا يقدر بـ 3000 إلى 4000 سنة. في عام 1970، قام مجموعة من الباحثين بحساب سرعة تمدد قدرها 31 كم/ثانية، وهو ما يجعل العمر الحركي للسديم هو 9800 سنة.

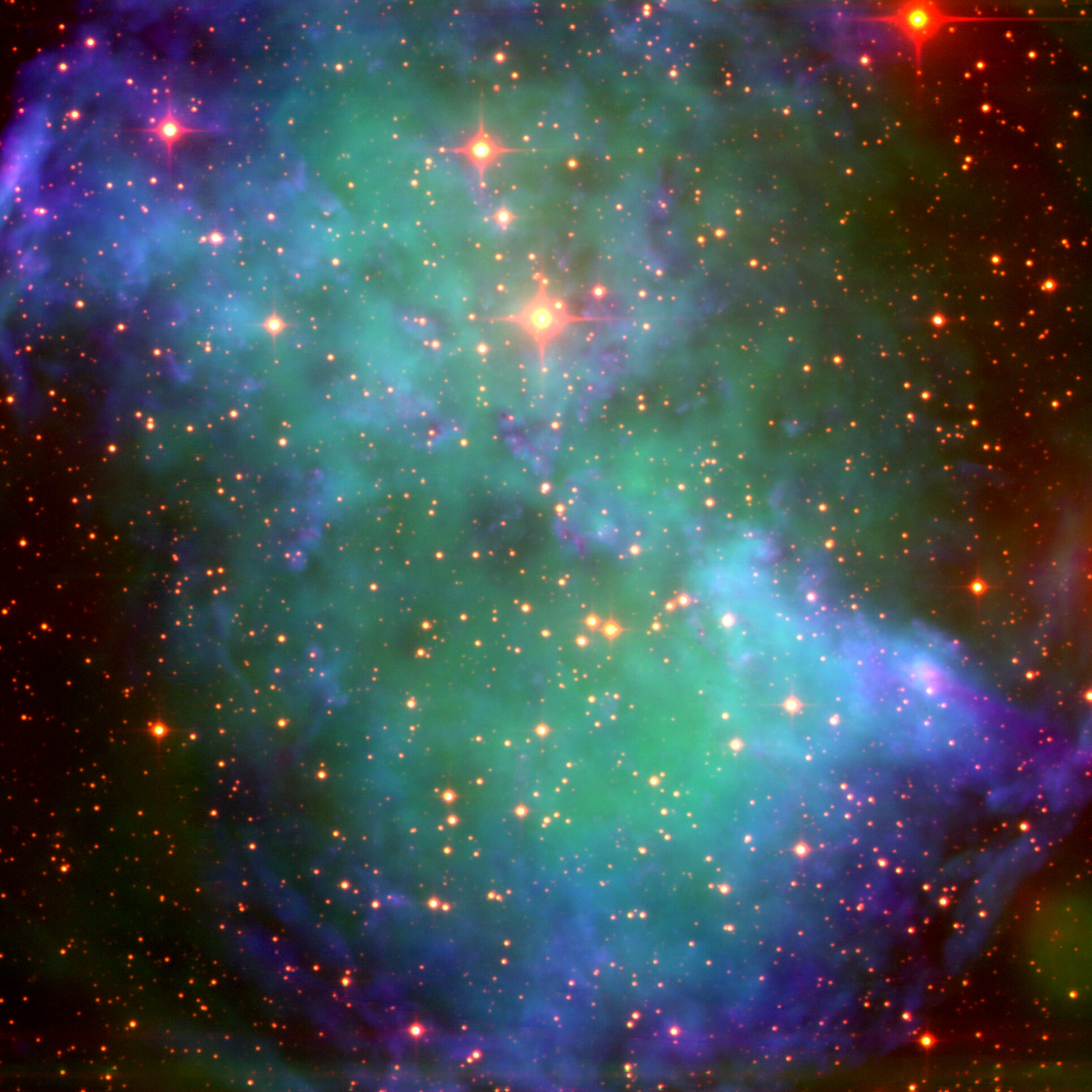
صورة مقرّبة لسديم الدمبل تُظهر النجوم التي يحتويها داخله.

## بعض صور لسديم الدمبل

موقع M27 في كوكبة الثعلب.
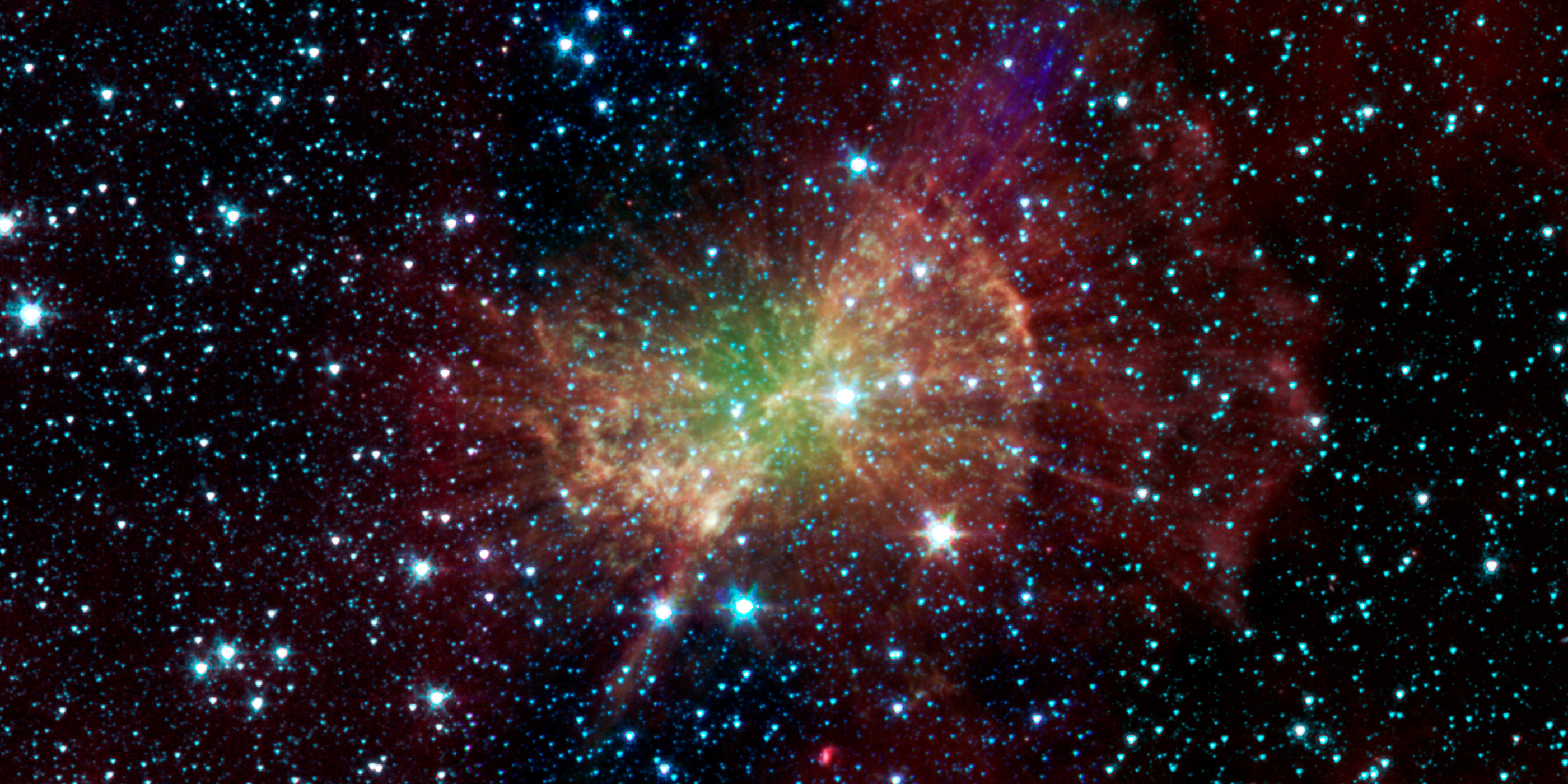
صورة من مقراب سبيتزر الفضائي الذي يقيس الأشعة تحت الحمراء.
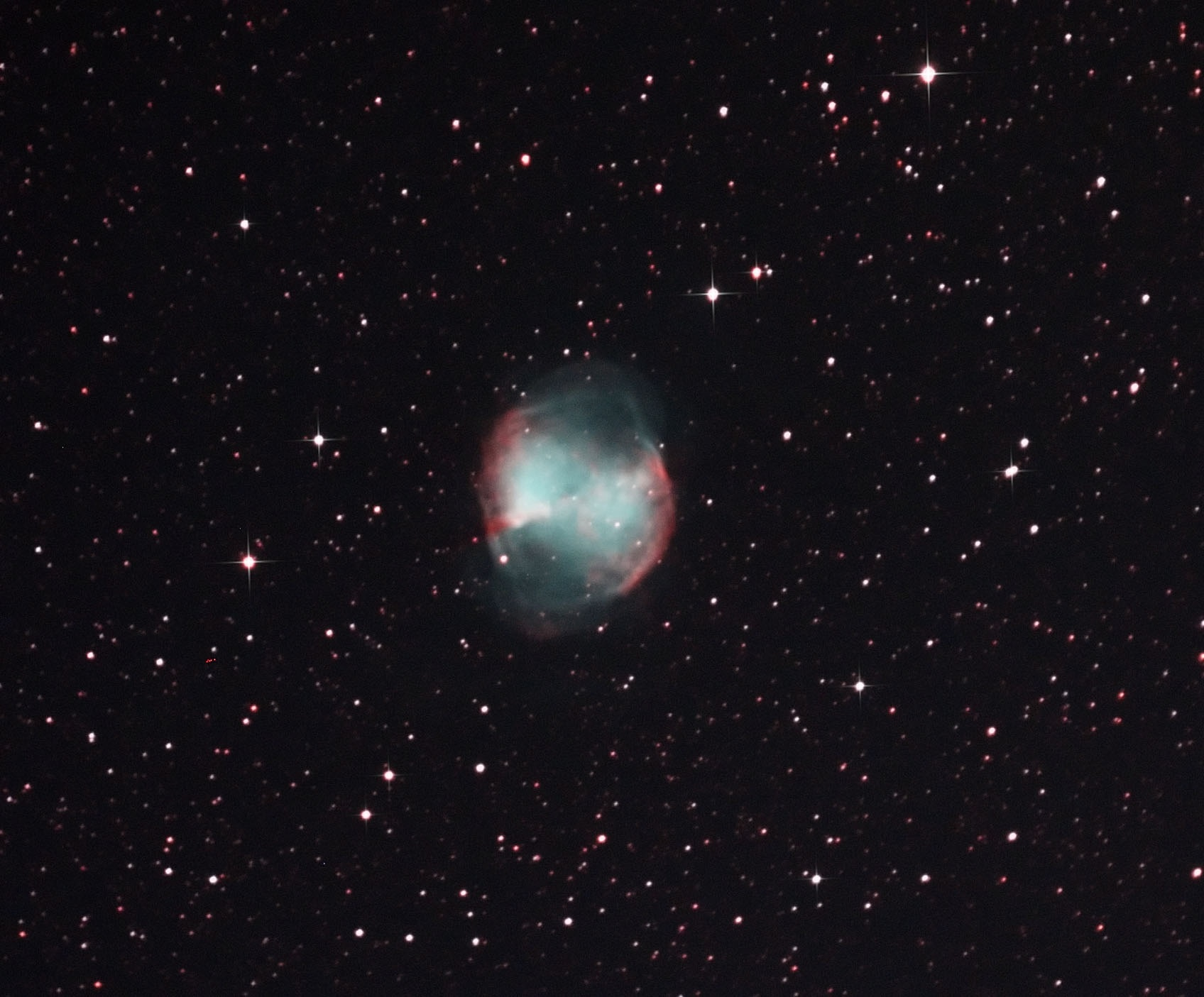
صورة من المرصد الأرضي Westview Observatory في أوهايو

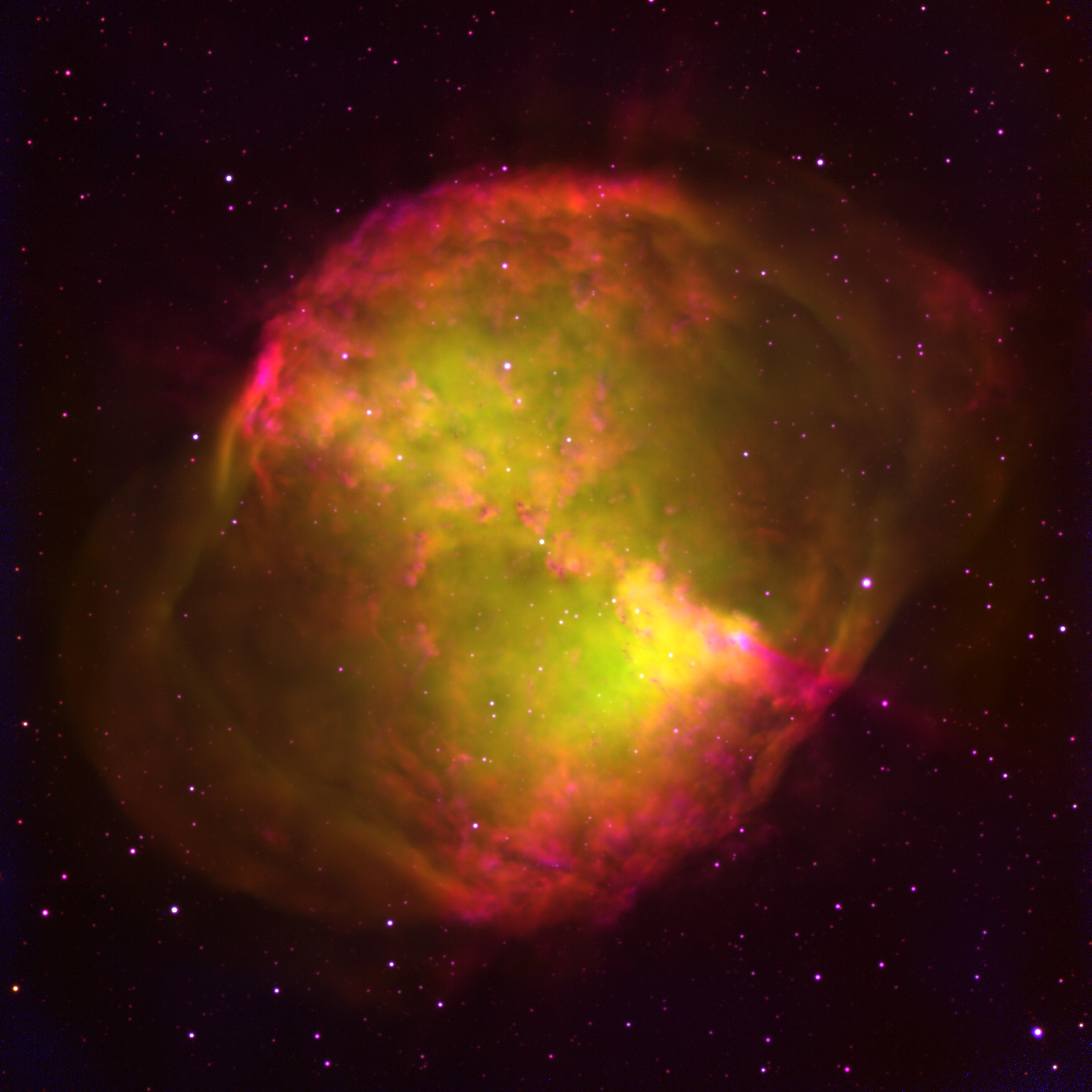
السديم دمبل

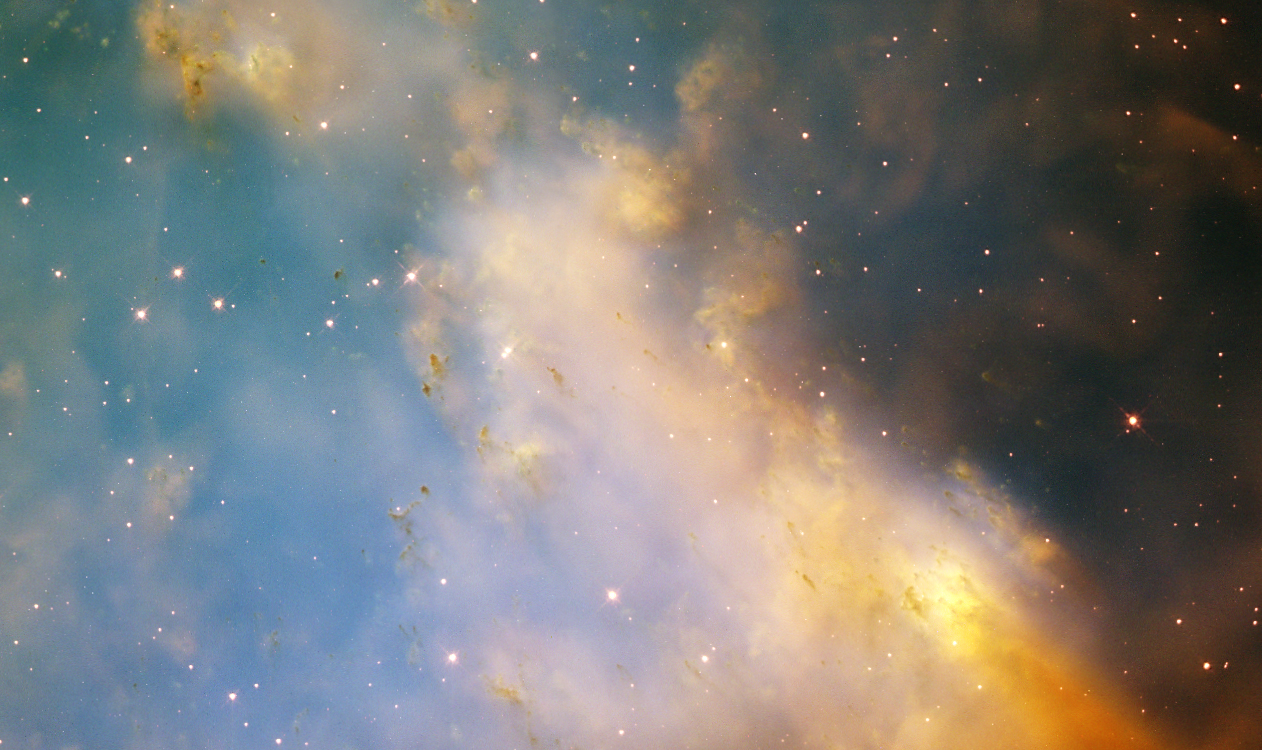
تلسكوب هابل الفضائي، صورة تفصيلية للعقد الغازية الموجودة فيه.

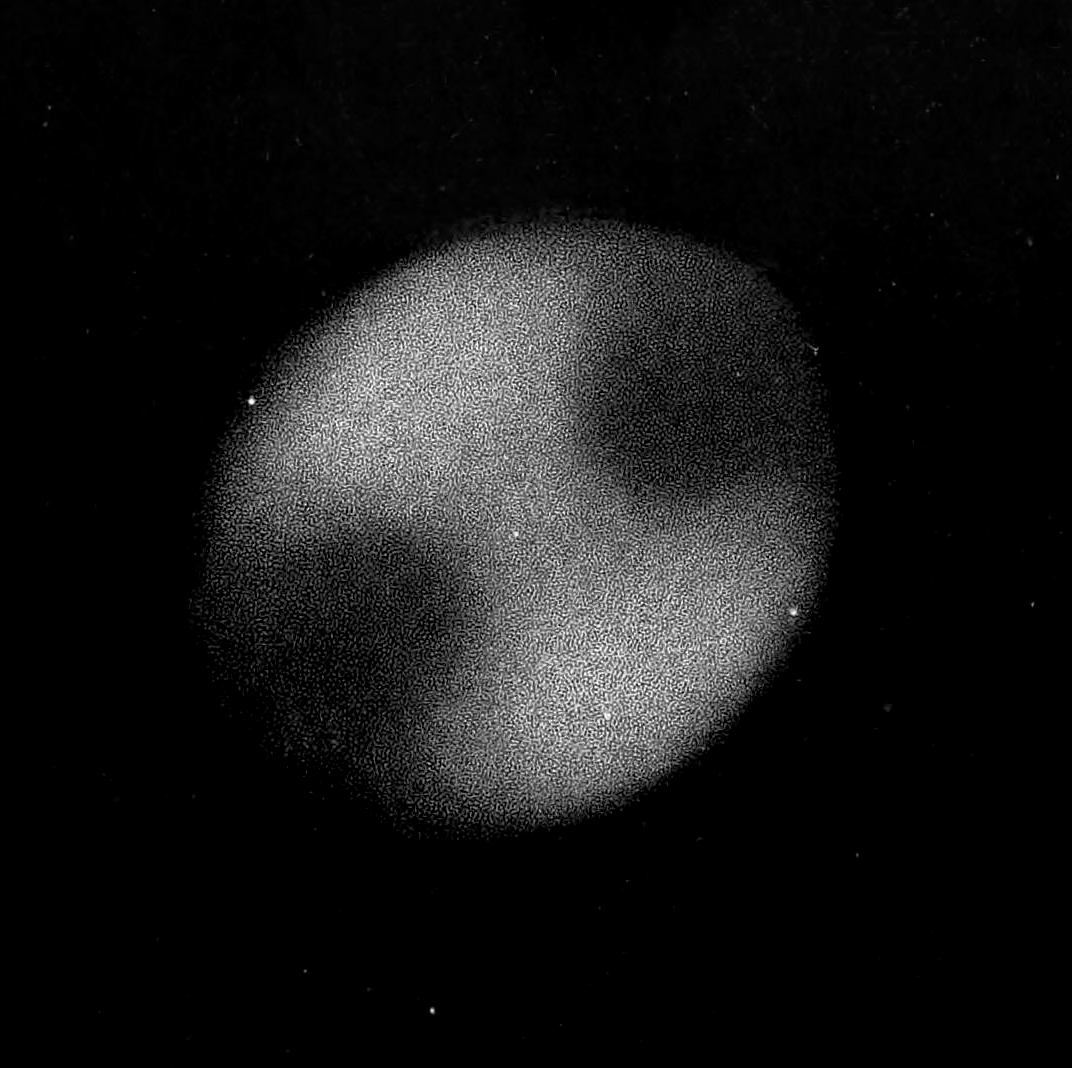
جون هيرشل, 1833 (invertiert und gespiegelt abgebildet): Gezeichnet nach Beobachtungen mit dem von seinem Vater entworfenen und gebautem 18,7-Zoll-Spiegelteleskop
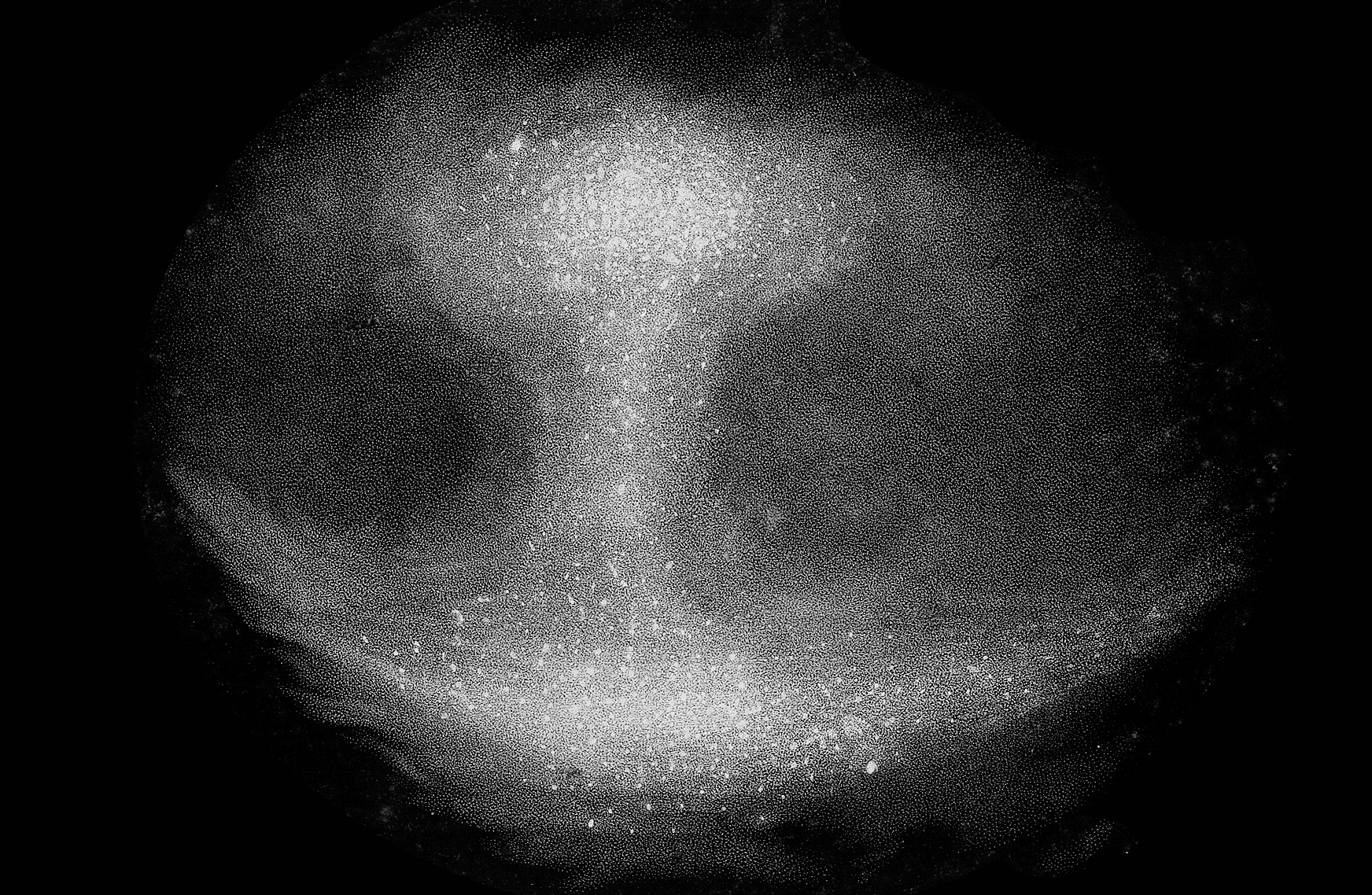
William Parsons, 3. Earl of Rosse, 1844 (invertiert abgebildet): Skizziert mithilfe seines Teleskops mit einem Licht-Sammelspiegel von 3 Fuß Durchmesser
Étienne Léopold Trouvelot, 1874: Pastell – beobachtet durch einen Refraktor mit 15 Zoll Öffnung. Reproduziert im معجم التخاطب لماير[6]
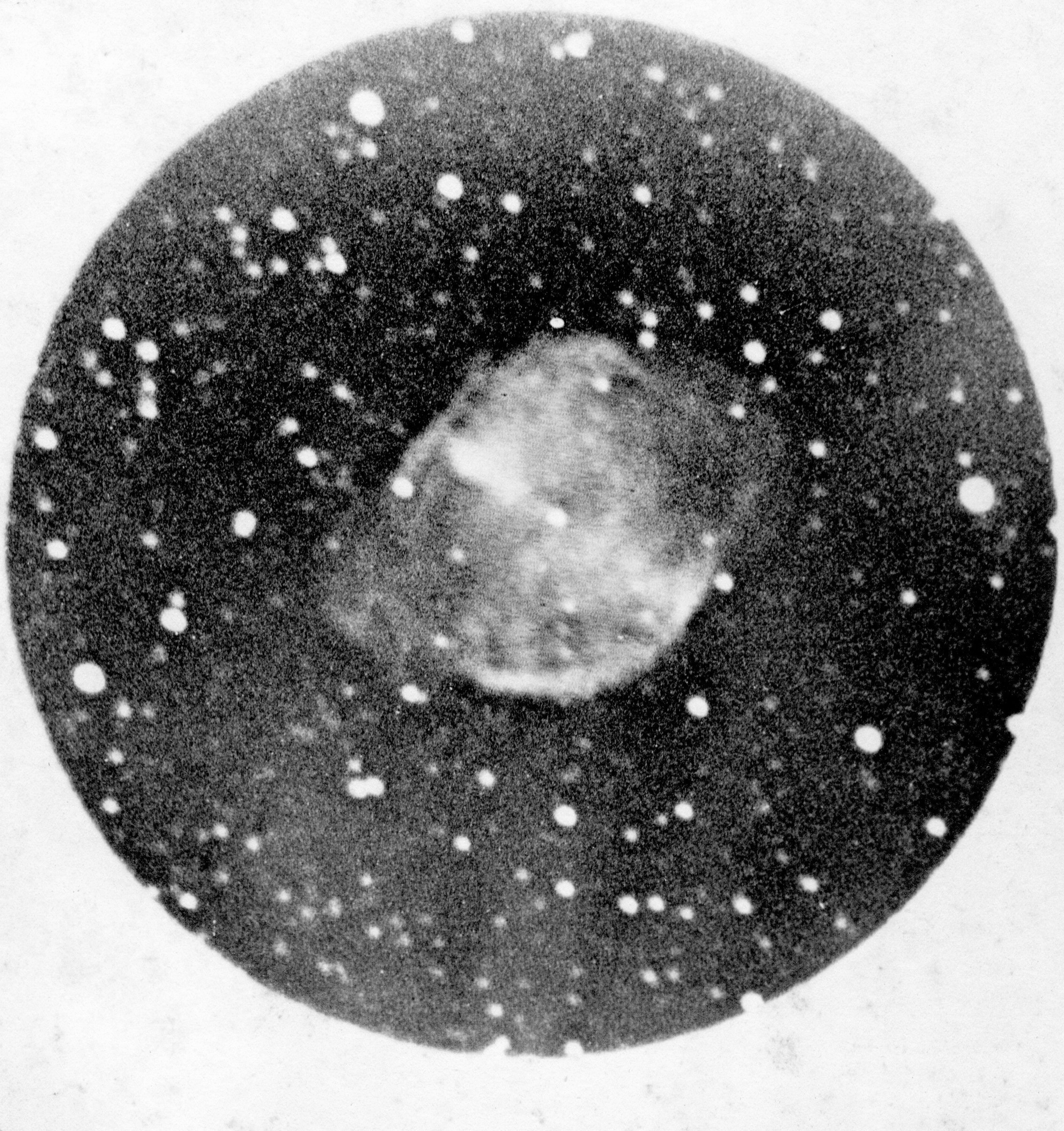
إسحاق روبرتس, 1888: Aufnahme mittels eines von ihm für astronomische Fotografien entwickelten Teleskops

## النجم المركزي
تبين أن النجم المركزي هو قزم أبيض يقدر قطره نحو 0.11 من قطر الشمس ويعتبر ذلك كبيرا بالنسبة لحجوم الأقزام البيضاء. كما قام العالم الفلكي نابيوتسكي من هارفارد بتقدير كتلة هذا النجم ووجدها نحو 56و0 من كتلة الشمس.

## اقرأ أيضا
- سديم الجبار
- سديم هيليكس
- علم الفلك للأشعة السينية
- إن جي سي 6823
- كويكبات
- نجم
- مجرة
- قزم أبيض
- عملاق أحمر
- الانفجار العظيم
- خط زمني للانفجار العظيم
- نجم نيوتروني
- ثقب أسود

## وصلات خارجية
- موقع الكون في الإنترنت، وهو يجمع التسميات العربية والأجنبية للأبراج السماوية.